# صموئيل إل. غرينبيرغ
صموئيل إل. غرينبيرغ هو سياسي أمريكي، ولد في 12 نوفمبر 1898، وتوفي في 24 أبريل 1992. نشط حزبياً في الحزب الديمقراطي. وقد انتخب عضو مجلس ولاية نيويورك ‏.